# 可樂殖民
可樂殖民（英語：cocacolonization/coca-colonization，又譯可口可樂化等）是指由软饮料制造商可口可乐等美国品牌推动的美国文化全球化（也就是美國化）。這一詞語在英文中是“Coca-Cola”（可口可乐）和“colonization”（殖民）构成的混成詞。
該詞首次有記載的使用出現在1949年的法国，当时法国共产党强烈反对可口可乐进一步扩张。:1061948年，法國财政部同樣反对可口可乐，理由是其业务不会為法國復甦帶來任何資金幫助，而且很可能会使利润回流到美国的母公司。:106法国共产党还警告，可口可乐分销系统会被用作间谍网络。:107
第二次世界大战和冷战期间，美国以外的许多人将可口可乐与美国文化联系在一起。由于它与美国文化的联系，部分欧洲人反對可樂殖民的企图，因為這象徵着对他们民族身份的入侵。在欧洲，可口可乐不仅是一种碳酸饮料，還是瓶装的美国。冷战结束时，可口可乐将美国的理念传播到世界各地，某些情况下還用於對抗与共产主义。

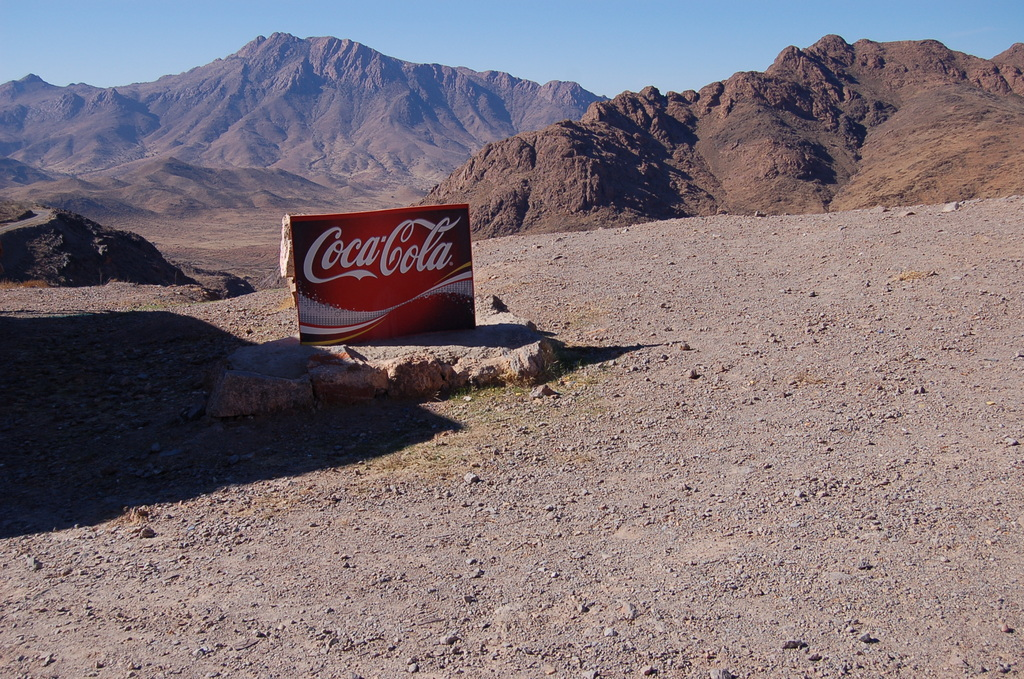
可口可乐在摩洛哥高阿特拉斯山脈的广告

1994年，随着雷纳德·瓦恩莱特纳（Reinhold Wagnleitner）出版其著作《可口可乐化与冷战：二战后美国在奥地利的文化使命》（Coca-Colonization and the Cold War: The Cultural Mission of the United States in Austria After the Second World War），“可乐殖民”（cocacolonization）作为一个历史概念，在關於欧洲美国化的爭論中得到了关注。瓦恩莱特纳用可乐殖民来表示其著作的前提條件：美国透過可口可乐和Levi's牛仔裤等消费品的传播，以及摇滚乐和马龙·白兰度的黑色皮夹克等文化符号来輸出美国的理念，同時透過在欧洲推廣民主，以優勢取代當地的傳統文化，試圖施行文化帝國主義。
該詞也用于医学文献中，用於指生活方式的改变和由此引發的慢性疾病（例如2型糖尿病）发病率的增加。

## 历史
可樂殖民的概念始于二战初期。随着时间推移，一些国家抵制美国软饮料，而另一些国家则欣然接受。总而言之，它代表了美国及其文化，在20世纪的多数重大历史事件中，都有可口可乐的身影。
“尽管可以追溯到1880年代后期，但其基本的品牌观点——可口可乐令人满意，可口可乐是一种令人愉悦、清爽的饮料——几乎不曾改变，品牌名称和独特的标志也是如此。”可口可乐的形象一直延续到今天：“這一品牌被视为传统、爱国、友善和美式的。”

### 第二次世界大战
当战争爆发、美国军队被派往海外时，可口可乐公司承諾，无论身在何处，任何身着軍裝的美国人都能够以5美分的价格买到一杯可乐。结果，该公司在太平洋和西方戰線建立了装瓶站。

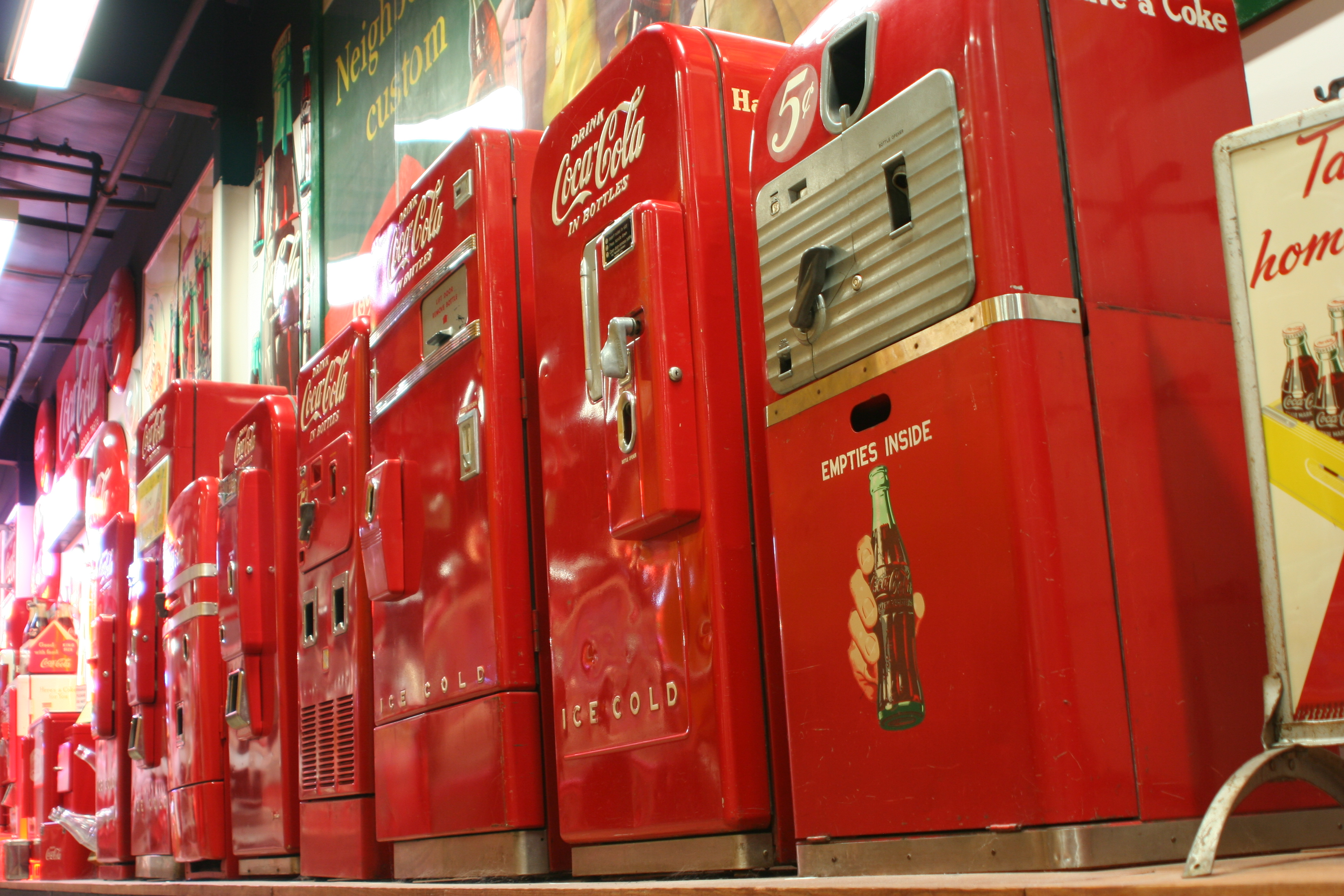
二战时期的老式可口可乐自动售货机。其外觀和和用於太平洋前线的自動售貨機類似

纳粹認為可口可乐是一种“犹太-美国人”饮料。作为回应，納粹政權要求其國內銷售的可口可乐必須在瓶子上印纳粹标志，而可口可樂也确实这样做了。在苏联，战争英雄格奥尔基·朱可夫元帥喜欢这种饮料，但苏联领导人约瑟夫·斯大林将其视为美帝國主義的象征並禁止饮用。可口可乐研发了一种透明版的饮料作为折中方案——白色可乐，並以印了红星的白色瓶盖偽裝，让朱可夫能够照常享用可乐。
在太平洋战争前线，可口可乐很难供應到军队。为了解决这个问题，可口可樂公司製造了便携式汽水机，並佈置在太平洋的各个岛屿上。亚洲国家也嚐到了可口可乐。据该公司称，这种饮料遍布多個岛屿，因为“可乐象征着美国的生活方式”。
整个战争期间，可口可乐都在世界各地為其汽水做廣告。大多数广告展示的都是一名美国士兵与该国当地人一起喝汽水。美国以外的国家/地区的廣告以當地語言書寫。在新西兰、俄罗斯、菲律宾、纽芬兰、意大利、英国和波兰，這些流行的廣告帶來了美国人以及可口可乐的正面形象。可口可乐公司称，“从阿德默勒尔蒂群岛的丛林，到里維耶拉的军官俱乐部”，可口可乐和美国就在那里。

### 1940年代后期和冷战
第二次世界大战结束，開啟了欧洲和亚洲的可樂殖民。1947年，可口可乐在荷兰、比利时和卢森堡开始了装瓶业务；然后是1949年的瑞士、意大利和法国。作家马克·戈登（Mark Gordon）说：“如今，欧洲人每喝一瓶可乐，美国的理念就会被强加给他们。”到1950年代初，共有63家装瓶厂在三大洲扩张，包括埃及、冰岛、伊朗、西非和新幾內亞。许多美国公司受益于向欧洲的扩张，包括可口可乐。憑藉這些國外經營，美国僅依靠几家美国公司的扩张，就建立起了一个非正式的商业和企业帝国。

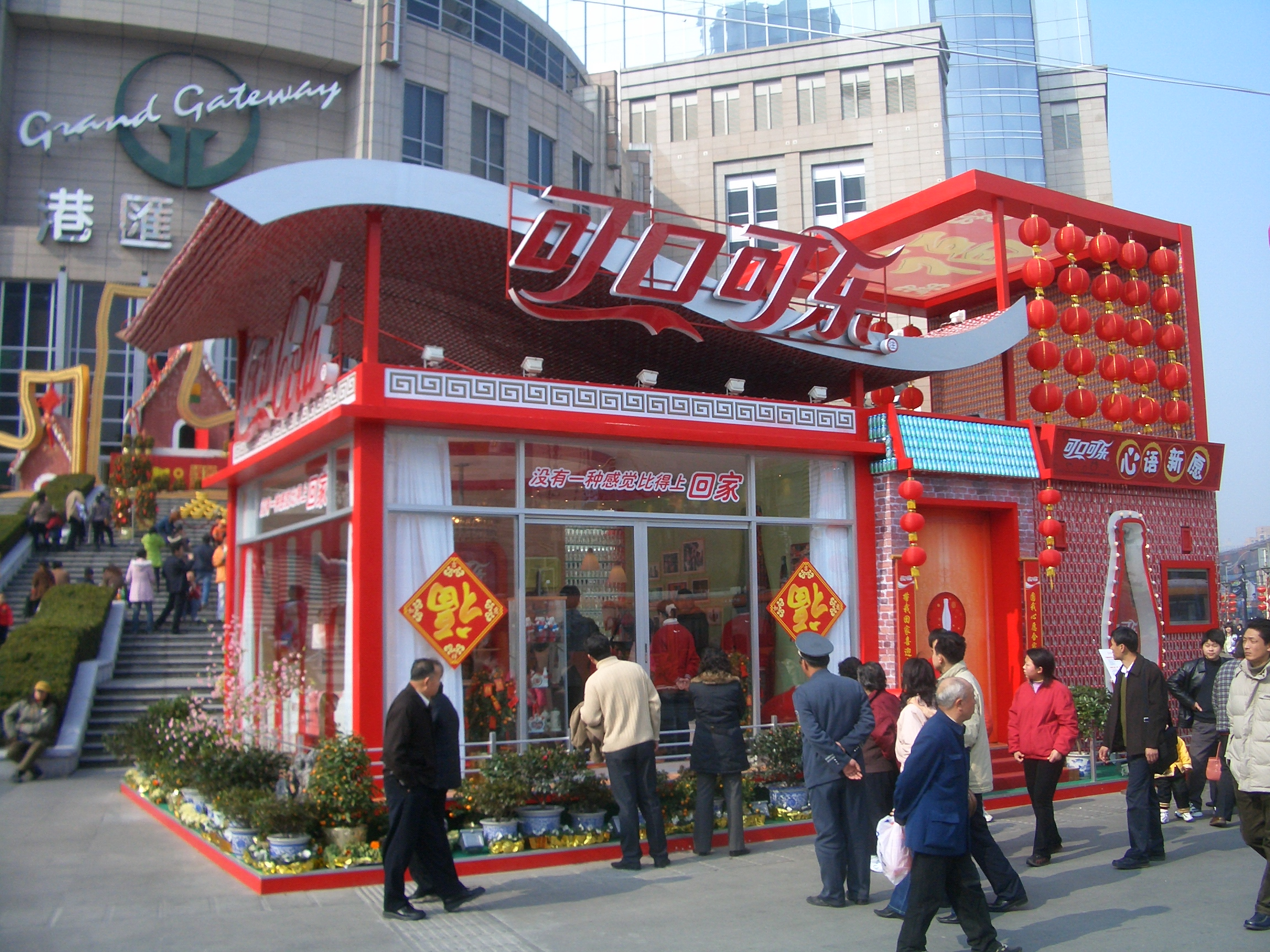
中国的一家可口可乐商店庆祝農曆新年

到冷战时期，可口可乐在一些国家遇到了阻力。意大利人抵制汽水成癮。奥地利人认为可口可樂公司的扩张是試圖将美国文化和理念传播到海外。在法国，法国共产党人傳播对可口可乐的认识，他们認為可口可乐在自己的国家传播是在试图使法國成为美国的殖民地，並创造了「可樂殖民」（cocacolonization）一词。当可口可樂公司试图在法国开设一家装瓶厂时，法国共产党威胁要封锁巴黎以阻止可口可乐。对于法国人来说，这家公司代表了资本主义的美国。
柏林墙倒塌，即1989年11月東德共产主义结束时，可口可乐給人們派發了汽水。

## 影響

### 健康
医学专家在医学期刊中使用cocacolonization一詞指美国的不健康食品在海外的传播。
人們的飲食營養構成发生了重大转变。发达国家向发展中国家出口反式脂肪和精制糖含量很高的加工食品，改变了以前的生存方式（如狩猎和采集）。
由于经济状况与高脂肪、高糖食品的低成本之间存在联系，可樂殖民与2型糖尿病、肥胖症和心血管疾病风险增加有关。
在尤卡坦半岛的玛雅部落，由于旅游业的增長，當地人民接觸到了不健康的美国食品，其健康状况因此有所下降。他们越来越依赖這類食物。同样，危地马拉的Tz'utujill部落也接觸到了類似的食物，健康狀況也有所下降。在全球范围内，2型糖尿病在过去20年中蔓延并逐步增加。可樂殖民是健康狀況惡化的解釋之一。

### 廣泛傳播
截至2015年，可口可乐已销往全球200多个国家，其中包括中国、危地马拉、巴布亚新几内亚、墨西哥、俄罗斯、加拿大、英国、阿尔及利亚和利比亚等。据该公司称，“Coca-Cola（可口可乐）是世界上仅次于‘okay’的最容易理解的词。」
可口可乐作为一种产品已经跨越国边，创造了一个品牌。“可口可乐这个词开始出现在许多政治、学术和对话的修辞中，它不仅是指一种特定的软饮料，而且也指一般商品的问题性质。它是一种元商品（meta-commodity）。……它可能代表商品或资本主义，但同样代表帝国主义或美国化。”可樂殖民被用於指美国文化和/或品牌的传播；可口可乐是西方化资本主义和消費主義广泛的基础设施的一个案例。此後曾有多次反對可樂殖民的著名嘗試。例如，2012年，玻利维亚外交部长大卫·乔克瓦纳卡（以及总统埃沃·莫拉莱斯）试图禁止可口可乐，以反对西方帝国主义和资本主义，但未成功。
可口可乐採用特許經營模式；因此，要使一個地区因生產可口可樂受益，就需要在当地建設装瓶厂。特立尼达在1939年获得了特许经营权，特立尼达的可口可乐由Cannings公司装瓶——与其他较老的殖民公司一样，Cannings也被併購了，併購的時間是1975年。
在特立尼达，甜饮料不被视为奢侈品，而是普通人的日常食品。关于可口可乐，“這種黑而甜的饮料对特立尼达人饮酒而言的重要性，首先可以概括为‘朗姆可乐’這一概念，即岛上大多数人最核心的酒精饮料。”當地的一種普通飲料（朗姆可樂）卻需要一種特定的甜味饮料（可樂）作為其成分，足以窺見可口可樂对地方的影响。

## 延伸閱讀
- Flusty, Steven. . New York: Routledge. 2004. ISBN 978-0-415-94537-0.
- O’Dell, Tom. Culture Unbound: Americanization and Everyday Life in Sweden (Lund: Nordic Academic Press, 1997).

- Pendergrast, Mark (2013). For God, Country, and Coca-Cola: The Definitive History of the Great American Soft Drink and the Company that Makes it. New York: Basic Books. ISBN 978-0-465-02917-4ISBN 978-0-465-02917-4.
- Wagnleitner, Reinhold. . Chapel Hill: University of North Carolina Press. 1994. ISBN 978-0-8078-4455-7.